# Аутшумао
Аутшумао (или Аутшумато; Герри или Гарри де Страндлопер; умер в 1663) — вождь одного из готтентонских племён — горингайконов — в XVII веке. Работал переводчиком для европейцев на Мысе Доброй Надежды до и во время основания там голландского поселения в 1652 году.

## Биография
Дата его рождения неизвестна. В 1630 году он был доставлен в Бантам, где его учили английскому и голландскому языкам, чтобы облегчить торговлю между поселенцами и его народом. В качестве переводчика он нажил значительное состояние. В 1632 году он перебрался на остров Роббен, где работал почтальоном и связным с европейскими кораблями, проходящими через остров. Вернувшись на материк 8 лет спустя, Аутшумао начал торговлю между горингайконами и голландцами.
6 апреля 1652 года Ян ван Рибек, нанятый Голландской Ост-Индской компанией, прибыл на Мыс Доброй Надежды, чтобы взять под свой контроль растущее поселение, которое в конечном итоге стало Кейптауном (Капстадом). Этот первый генерал-губернатор Капской колонии первоначально демонстрировал обходительность по отношению к Аутшумао как вождю его народа и даже приглашал его на обеды. Однако вскоре всё переменилось: горингайконы были оттеснены бурскими колонизаторами в глубь страны, а сам Аутшумао в 1658-м, на седьмом году существования колонии, схвачен и сослан на остров Роббен, став таким образом первым политическим ссыльным Африки южнее Сахары, а остров — местом ссылки для политических заключённых, вплоть до Нельсона Манделы.
Аутшумао умер в 1663 году.
Его племянницей была другая переводчица и посредница в отношениях колонистов и коренных жителей Кротоа, или Ева.
Южноафриканский департамент (министерство) искусства и культуры и Центр текстовых технологий (CTexT®) Северо-Западного университета в 2007 году инициировали проект имени Аутшумато. Цели проекта — исследование, разработка и поддержка программного обеспечения для перевода с открытым исходным кодом для продвижения многоязычия и доступа к информации в ЮАР.